# Ван де Грааф (лунный кратер)
Кратер Ван де Грааф (лат. Van de Graaff) — крупный ударный кратер необычной неправильной формы в виде двух соединенных кратеров или восьмерки, находящийся на обратной стороне Луны на северо-восточной границе Моря Мечты. Образование кратера относится к нектарскому периоду. Назван в честь американского физика Роберта ван де Граафа (1901—1967). Название утверждено Международным астрономическим союзом в 1970 г.

## Описание кратера

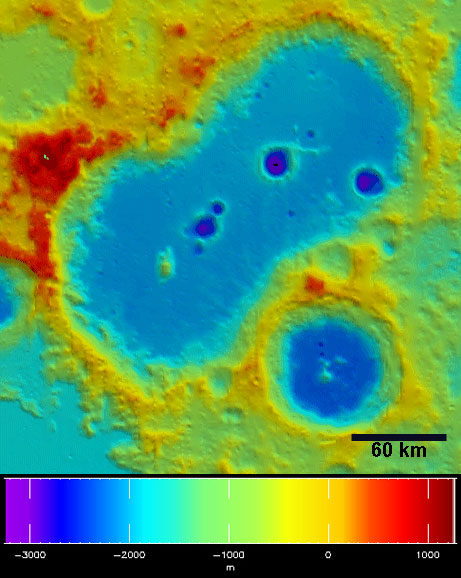
Изображение лазерного альтиметра зонда Lunar Reconnaissance Orbiter.

На западе от кратера расположен кратер Зелинский, на севере кратеры Эйткен и Вертрегт, на востоке — кратер Нассау. С южной стороны к валу кратера примыкает кратер Биркеланд. Селенографические координаты центра кратера 27°35′ ю. ш. 171°55′ в. д. / 27,59° ю. ш. 171,92° в. д., диаметр 240,47 км, глубина 4,97 км. Приведенный снимок сделан с борта Аполлона-17 в направлении с севера на юг, т.е развернут на 180 градусов.

Вал кратера довольно сильно разрушен и подвергнут эрозии, террасовидная внешняя структура склона сохранилась в юго-западной части вала. Юго-восточную часть вала перекрывают два небольших сателлитных кратера. Высота вала над окружающей местностью составляет 2080 м. Юго-западная половина кратера имеет выраженный центральный пик, северо-восточная половина более сглажена. Перемычка в виде вала между половинами кратера отсутствует. Северо-восточная часть дна кратера образована более темной породой, возможно, базальтовой породой лунных морей. Внутренняя часть вала кратера имеет необычную структуру изрезанную бороздами. Через кратер Ван Де Грааф и Море Мечты проходит вихреподобная геологическая структура с высоким альбедо общей площадью свыше 10.000 кв.км.

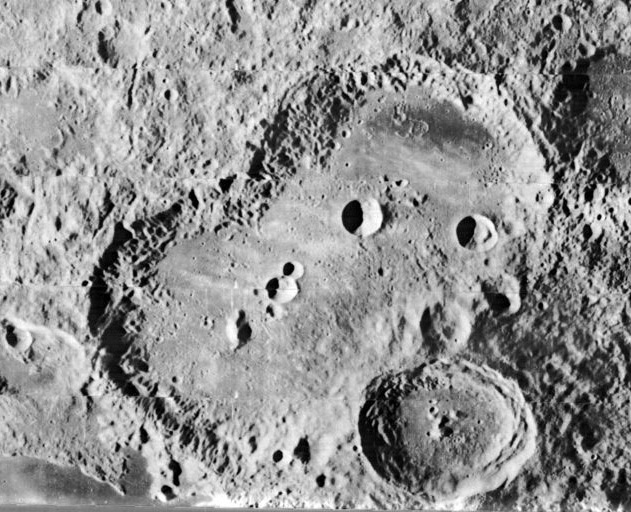
Снимок зонда Lunar Orbiter - II.

Кратер образовался 3.92 — 4.5 миллиарда лет назад. Вероятнее всего причиной его появления являются два одновременных импакта, при этом взаимодействие выброшенного материала привело к тому, что перемычка между двумя кратерами в центральной части структуры не сформировалась. Кратер является антиподом бассейна Моря Дождей, поэтому необычная структура внутренней части вала может объясняться воздействием сейсмических волн, достигших обратной стороны Луны при имбрийском импакте, образовавшем Море Дождей. Альтернативная теория объясняет структуру вала кратера Ван Де Грааф взаимодействием материала выброшенного при двух одновременных импактах.

## Магнитная аномалия
В кратере Ван де Грааф обнаружена магнитная аномалия. На приведенном графике показано изменение среднего значения за 48 орбит радиальной составляющей магнитного поля Луны, замеренной с орбитального спутника запущенного Аполлоном-15. Аномалия вероятно имеет связь с упомянутой выше вихреподобной геологической структурой, которая, в свою очередь, по всей видимости представляет собой сейсмически измененные участки лунной коры вследствие воздействия Имбрийского импакта. Кроме этого, в кратере зарегистрирован уровень радиоактивности несколько выше характерного фона лунной поверхности, в основном за счет несколько повышенного содержания тория в породах KREEP (состоящих в основном из калия - K, редкоземельных элементов (англ. Rare earth element) - REE и фосфора - P).

## Места посадок космических аппаратов
Кратер Ван де Грааф был выбран в качестве района интереса для американской космической программы Созвездие, однако в начале февраля 2010 года программа была официально свернута.

## Сателлитные кратеры

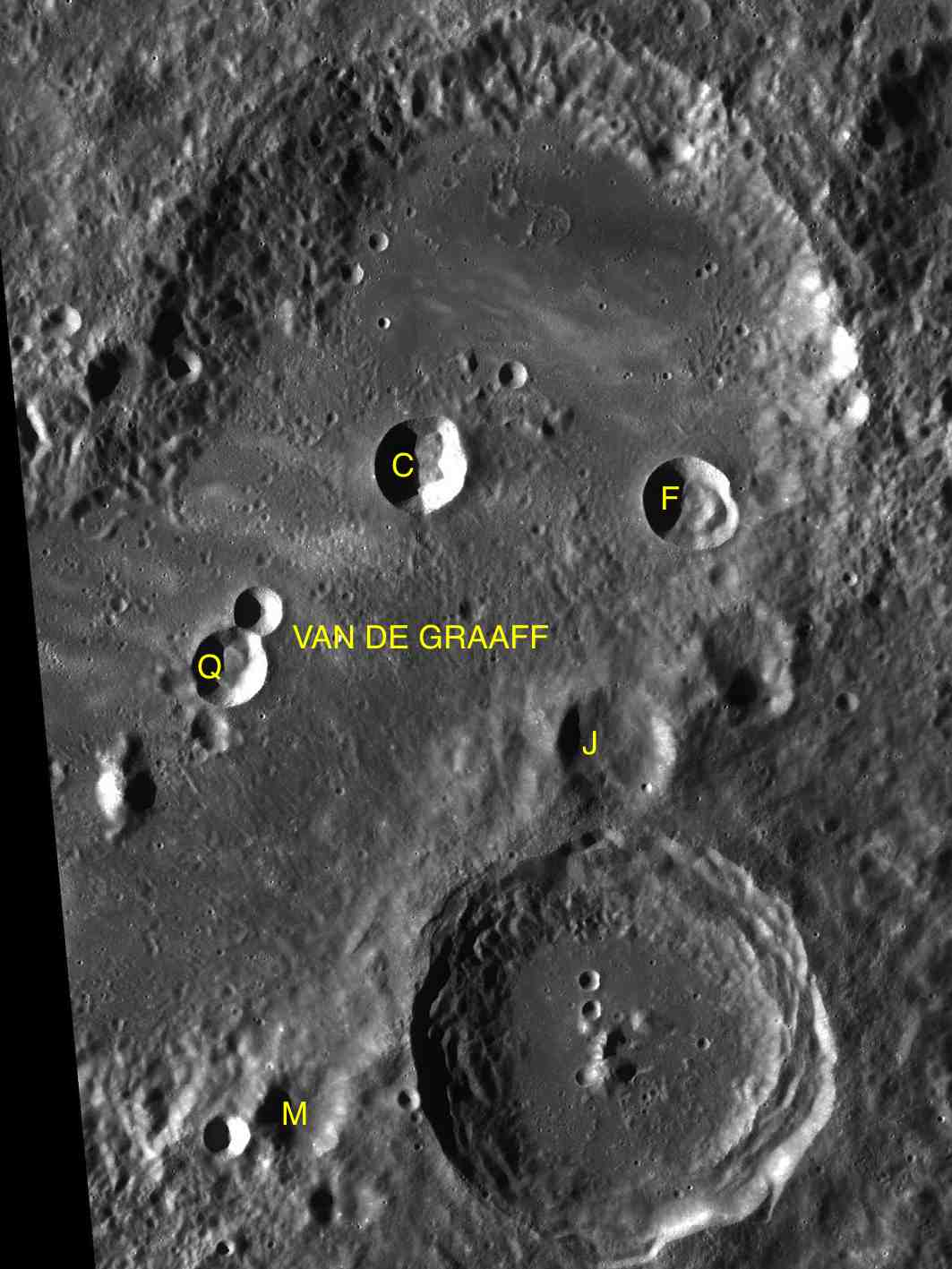
Фрагмент карты LAC-104.

| Ван де Грааф | Координаты                                            | Диаметр, км |
| ------------ | ----------------------------------------------------- | ----------- |
| C            | 26°36′ ю. ш. 172°48′ в. д. / 26,6° ю. ш. 172,8° в. д. | 20,0        |
| F            | 26°48′ ю. ш. 174°36′ в. д. / 26,8° ю. ш. 174,6° в. д. | 20,0        |
| J            | 28°30′ ю. ш. 174°06′ в. д. / 28,5° ю. ш. 174,1° в. д. | 25,0        |
| M            | 30°36′ ю. ш. 171°30′ в. д. / 30,6° ю. ш. 171,5° в. д. | 19,0        |
| Q            | 27°36′ ю. ш. 171°18′ в. д. / 27,6° ю. ш. 171,3° в. д. | 15,0        |